# Котешур
Котешур — деревня в Дебёсском районе Удмуртской республики.

## География
Находится в восточной части Удмуртии на расстоянии приблизительно 8 км на юго-запад по прямой от районного центра села Дебёссы.

## История
Известна с 1873 года как починок Котешур с 10 дворами. Первые поселенцы приехали сюда из деревни Дзилье Тыловайской волости. В 1893 году Катешур с 31 двором (17 русских и 14 удмуртских), в 1905 — дворов 30, в 1924 −28 (10 русских и 18 удмуртских). Деревня с 1939 года. До 2021 года входила в состав Старокычского сельского поселения.

## Население
Постоянное население составляло 103 человека (1873), 230 (1893, 119 русские и 111 удмурты), 227 (1905), 248 (1924), 47 человек в 2002 году (удмурты 83 %), 33 в 2012.